# اورتاگچیت (اردهان)
اورتاگچیت (به ترکی استانبولی: Ortageçit، به ارمنی: Սազարա) یک منطقهٔ مسکونی در ترکیه است که در اردهان واقع شده‌است.